# Margorejo (Jati Agung)
Margorejo is een bestuurslaag in het regentschap Lampung Selatan van de provincie Lampung, Indonesië. Margorejo telt 1.699 inwoners (volkstelling 2010).